# Петропавловский, Сергей Анатольевич
Сергей Анатольевич Петропа́вловский (1909—1958) — советский геофизик.

## Биография
Родился 8 (21 сентября) 1909 года. В 1947 году окончил СвГИ.
По окончании учёбы работал на Урале, занимаясь развитием рудной геофизики в районе РБ. Был участником открытия и изучения Сибайского медноколчеданного месторождения.
С 1944 г. — техрук, затем начальник Централизованной геофизической партии треста «Уралцветметразведка» (ныне — Баженовская геофизическая экспедиция), с 1947 г. — главный инженер Союзного Уральского геофизического треста.
С мая 1956 года — главный инженер по геофизике Министерства геологии Китайской Народной Республики.
Скончался 16 августа 1958 после продолжительной и тяжелой болезни в Свердловске. Первоначально захоронен на Михайловском кладбище, позже прах перенесен на Широкореченское кладбище Екатеринбурга.

## Награды и звания
- Сталинская премия третьей степени (1949) — за открытие и геологическое исследование медно-серного месторождения
- орден Ленина (1953)
- орден Трудового Красного Знамени (1949).

## Память
Именем Петропавловского названа улица в г. Сибай РБ.